# HCP 112A
112A – typ wagonów osobowych pierwszej klasy, jeżdżący w składach PKP Intercity.

## Historia

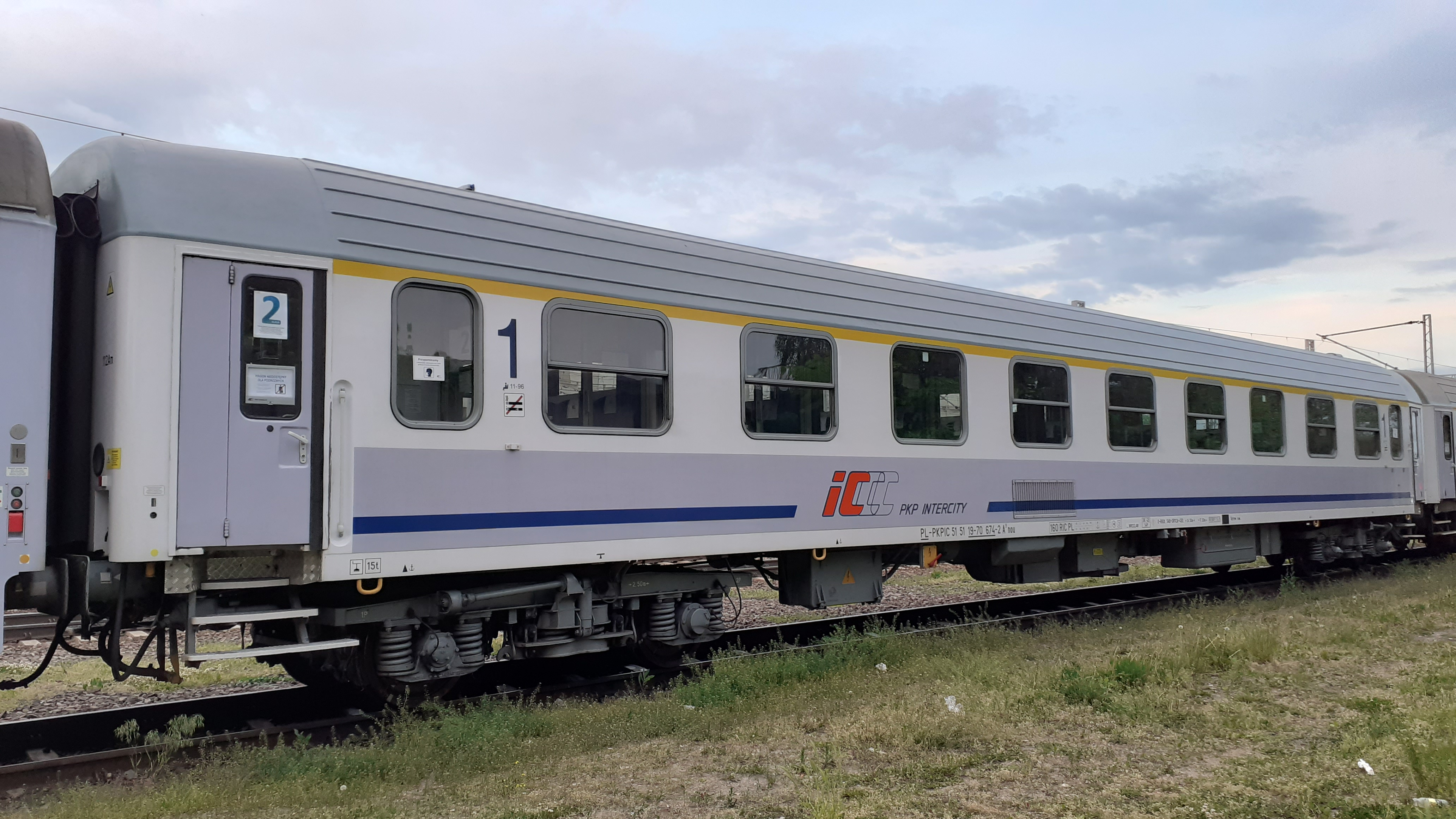
Wagon odmiany 112Am w barwach PKP Intercity

Stosowane standardowe malowanie wagonu klasy pierwszej w wersji dla TLK i IC. Wagony były produkowane w latach 1969-1989 przez H. Cegielski – Poznań.
Obecnie rzadko jest ten typ wagonów spotkać. Znajdują się w różnych składach TLK, między innymi w składzie TLK 73100/1 MIECHOWITA (37100/1 w wakacyjnym rozkładzie jazdy). Powstał jako wersja rozwojowa wagonu 104A. Przez 20 lat produkcji powstało wiele wersji, różniących się,  m.in. rodzajem ogrzewania, typem zastosowanych drzwi, wystrojem wnętrza i jego organizacją.